# Jerzy Rosołowicz
Jerzy Rosołowicz (ur. 14 lutego 1928 w Winnikach koło Lwowa, zm. 2 kwietnia 1982 we Wrocławiu) – polski malarz i teoretyk.

## Życiorys
Studiował w latach 1948–1953 na wrocławskiej PWSSP, należał do czołowych twórców spod znaku konceptualizmu w Polsce, zaznaczyć trzeba jednak, że jego dzieła wykraczały poza problematykę sztuki jako idei, dematerializacji sztuki, właściwych dla konceptualizmu.
Po ukończeniu studiów malował metaforyczne obrazy inspirowane malarstwem Paula Klee i Joana Miró, na przełomie 1957 i 1958 zaczął tworzyć obrazy zaliczane do jednych z ciekawszych przejawów malarstwa materii w Polsce.
W drugiej połowie lat 60. wymyślił przyrząd do łowienia rosy (por. nazwisko artysty) oraz Neutrdrom - budowlę wysokości 100 metrów w kształcie odwróconego stożka, która miała służyć do zakłócania funkcjonowania ludzkich zmysłów: węchu, smaku, słuchu i równowagi. W tym samym czasie do swoich prac zaczął wprowadzać soczewki: najpierw wmontowywał je w obrazy, później umieszczał je w oprawie, budował z nich regularne kompozycje, w połączeniu z pryzmatami. W soczewkach i pryzmatach pojawiały się obrazy otoczenia, obrazy zmienne, zależne od miejsca, gdzie dzieło było ustawione. Świat był pokazywany, ale bez zatrzymania go, powstawało trwałe współdziałanie z rzeczywistością otaczającą.
W roku 1962 sformułował Teorię funkcji formy.
W 1970 powstała jedna z jego bardziej znanych prac: Kreatorium kolumny stalagnatowej - Millennium, projekt urządzenia, w którym w ciągu tysiąca lat z kapiącej wody nasyconej węglanem wapnia powstawałaby metrowej wysokości kolumna. Praca ta miała zwrócić uwagę na to, że tysiąclecie dla natury (kolumna powstaje właściwie drogą naturalną, człowiek ma jedynie stworzyć odpowiednie do tego warunki) nie jest jakimś szczególnym, wyróżnionym przedziałem, ludzie natomiast wiążą z tym pojęciem tendencje do podsumowywania i periodyzacji.
Pochowany na Cmentarzu Grabiszyńskim we Wrocławiu.

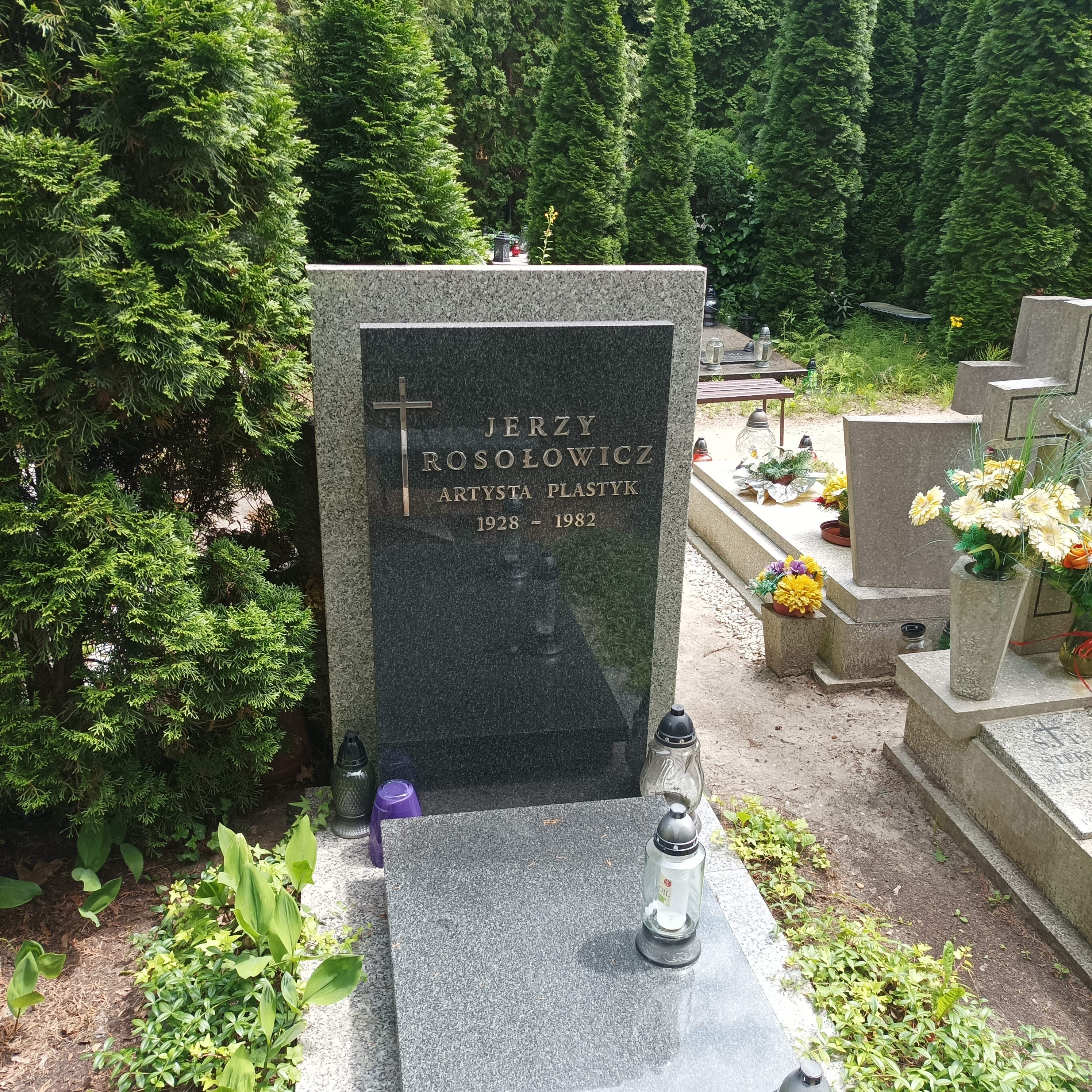
Grób Jerzego Rosołowicza na Cmentarzu Grabiszyńskim